# 井上就貞 (戦国武将)
井上 就貞（いのうえ なりさだ）は、戦国時代の武将。毛利氏の家臣。父は井上元貞。山口町奉行を務めた。

## 生涯
安芸井上氏の井上元貞の次男として生まれる。毛利元就に仕え、合戦でたびたび武功を挙げて感状を与えられた。また、山口町奉行に任じられている。
永禄12年（1569年）7月、吉川元春や小早川隆景が率いる毛利軍と大友氏の戦い（多々良浜の戦い）が北九州で続く中、尼子勝久や山中幸盛らの尼子氏再興軍が出雲国へ侵入した。さらに同年10月11日に大友宗麟の客将だった大内輝弘が宗麟の後援を受けて周防国へ侵攻した（大内輝弘の乱）。
翌10月12日、輝弘は秋穂から山口へ侵攻したため、わずかな兵を率いて就貞が平野口を、信常元実が小郡口を守備し、就貞の軍は糸根峠で大内軍と遭遇して激戦を繰り広げたが、数に勝る大内軍に衆寡敵せず、就貞は戦死した。
元就と輝元は就貞の死を大いに嘆き、元就は就貞の兄・元継へたびたびそのことを述べており、元亀元年（1570年）5月8日に就貞の娘に周防国吉敷郡小鯖のうちの15石を与えた。また、就貞には男子がいなかったため、兄・元継の子である元忠を就貞の娘と婚姻させ、天正6年（1578年）1月23日に就貞の家督と所領を相続させた。